# Aeroportul Nain
Aeroportul Nain (în engleză Nain Airport) (IATA: YDP, ICAO: CYDP) este un aeroport din Nain⁠(d), Nunatsiavut⁠(d), Newfoundland și Labrador, Canada.
Situat la o altitudine de 6 m, aeroportul dispune de o singură pistă. Este operat de government of Newfoundland and Labrador⁠(d).